# 肯尼·帕尔拉杰
肯尼·帕尔拉杰 （1993年4月21日—），是一名马来西亚职业足球运动员，现效力于马来西亚足球超级联赛的吉隆坡市足球俱乐部。同时也代表马来西亚国家足球队，司职中场。

## 荣誉

### 俱乐部
霹雳
- 马来西亚杯冠军：2018
- 马来西亚超级足球联赛亚军：2018
- 马来西亚足总杯亚军：2019

吉隆坡市
- 马来西亚杯冠军：2021[5]

### 国家队
马来西亚
- 东南亚足球锦标赛亚军：2018